# Gobertina picticornis
Gobertina picticornis är en tvåvingeart som beskrevs av Jacques-Marie-Frangile Bigot 1879. Gobertina picticornis ingår i släktet Gobertina och familjen vapenflugor. Inga underarter finns listade i Catalogue of Life.